# Обем
Обем е количественият израз на това каква част от пространството заемат обектите (телата). Близко понятие е вместимост (полезен обем), показващо обема на най-големия възможен обект в дадена опаковка. Едномерните обекти (например линия) и двумерните обекти (например квадрат) имат нулев обем в триизмерното пространство.
Мерната единица за обем в Международната система единици (SI) е кубически метър и се означава с m3. В наши популярни издания се срещат и извънсистемни означения на кирилица – м3 или куб. м.

## Изчисляване на обем
В математиката обемът често се означава с главна буква V. Някои често срещани формули за обем са:
- правоъгълен паралелепипед:
{\displaystyle V=a\cdot b\cdot c}
където a е дължина, b – широчина и c – височина.
В частност обемът на куб е:
{\displaystyle V=s\cdot s\cdot s=s^{3}}
където s е дължината на страната
- цилиндър:
{\displaystyle V=\pi \cdot r^{2}\cdot h}
където r е радиусът на кръговата основа, а h – височина
- кълбо:
{\displaystyle V={\frac {4}{3}}\pi \cdot r^{3}}
където r е радиусът на кълбото
- елипсоид (приплескано кълбо):
{\displaystyle V={\frac {4}{3}}\pi \cdot a\cdot b\cdot c}
където a, b и c са полуосите на елипсоида
- призма:
{\displaystyle V=A\cdot h}
където A е площта на основата, а h – височината от върха до основата
- пирамида:
{\displaystyle V={\frac {1}{3}}\cdot A\cdot h}
където A е площта на основата, а h – височината от върха до основата
- (кръгов) конус:
{\displaystyle V={\frac {1}{3}}\pi \cdot r^{2}\cdot h}
където r е радиусът на кръговата основа, а h – височината от върха до основата

Математически обем на произволно тяло се дефинира с определен интеграл върху тялото и е приблизително моделиране на тялото чрез безкрайно намаляващи правоъгълни паралелепипеди и сумиране на техните обеми.
- За произволно тяло:
{\displaystyle V=\iiint dv=\int A(s)ds}
където dv е диференциалът на обема (безкрайно малките паралелепипедчета, с които изграждаме приближението на тялото), s е някакво измерение на тялото и A(s) е площта на сечението като функция от s. За повече информация виж интегрално смятане.

## Единици за обем

### Единици в SI
Мерната единица за обем в Международната система единици (SI) е кубичен метър и се означава с m3. Извън SI в България се използват също означенията на кирилица м3 или куб. м.
Освен стандартната единица се използват също нейни производни като степени на 10:
- литър (l или L) – най-често при измерване на течности или вместимост
1 L = 1 dm3 = 0,001 m3
През 1901 г. литърът е определен като обема, заеман от един kg чиста вода (без соли или примеси) при температурата на максимална плътност (≈4 °C) и налягане 1 атмосфера (101,325 kPa или 760 mm Hg), който е ≈1,000028 dm3.
През 1964 г. е стандартизиран като точно 1 dm3.
- кубичен сантиметър (cm3) или милилитър (ml) – използва се за течности в малки количества (парфюми, медикаменти, дозиране на разредители)
1 cm3 = 1 ml = 0,001 l = 0,000 001 m3
- кубичен километър – използва се за много големи обеми вода или земна маса
1 km3 = 1 000 000 000 m3

Понякога в разговорна реч може да се срещне наименованието кубик, което може да се отнася както за m3 (напр. във водоснабдяването), така и за cm3 (напр. по отношение на медикаменти). От контекста лесно се разбира за коя мярка става дума поради голямата разлика между тях.

### Остарели български мерки
В състава на Турската империя и малко след Освобождението в България са се използвали турски обемни мерки:
- турска ока (прибл. 0,738 l)

### Британски (имперски) мерки
През 1965 г. правителството на Обединеното Кралство взима решение за преминаване към метрични (SI) единици. Въпреки това процесът не е завършил поради известна съпротива в обществото, и в разговорна реч могат да се срещнат старите мерки за обем.
Британските мерки са били стандартизирани много пъти. Последният стандарт преди въвеждането на метричната система е въведен през 1824 г. и се основава на т.нар. имперски галон (Imperial gallon). Единиците на негова база са:
- Британска течна унция (UK fl. oz.) ≈ 28,4 ml (обемът, заеман от една тегловна унция вода при конкретни условия)
- Британска пинта (UK pint) = 20 течни унции ≈ 568 ml
- Британска кварта(UK quart) = 40 унции = 2 пинти ≈ 1,137 l
- Британски галон (UK gallon) = 160 унции = 4 кварти ≈ 4,54609 l

### Мерки на САЩ за стоки
В САЩ освен мерките кубичен инч, кубичен фут и кубичен ярд (производни от линейните мерки инч, фут и ярд) се
използват и т.нар. Английски мерки. Имената им са същите като на имперските мерки, но е възприет по-стар стандарт на британски мерки (т.нар. Wine Gallon), предшестващ имперската стандартизация от 1824 г. В резултат мерките носят същите имена, но имат друго количествено измерение. Също така съществуват две групи мерки – за насипни и за течни материали, което от своя страна изисква пояснение към почти всяко наименование. Това налага почти винаги да се посочва дали се има предвид британската (UK) или щатската (US) мярка и по-рядко дали „течната“ (за течности) или „сухата“ (за насипни материали) единица. В разговорен език жителите на САЩ подразбират своята си мярка и от контекста се разбира дали се има предвид течната или сухата единица.
Като любопитен факт към разликата между един галон в САЩ и Канада (използваща имперските мерки) може да се разглежда объркването с консумацията на гориво, измервано традиционно в мили за галон ("Канадският бензин води до 20% икономия на гориво").

#### Американски мерки за течни материали
- 1 миним (minim, min; като обозначението за минута) = 1/480 от течна унция ≈ 61,612 µL
- 1 течен драм (fl dr) = 1/8 от течна унция = 60 минима ≈ 3,697 ml
- 1 течна унция САЩ (U.S. fl oz) = 1/128 от галон САЩ = 8 течни драма САЩ ≈ 29,574 ml
- 1 джил (gi) = 7,21875 куб. инча = 4 течни унции САЩ ≈ 118,294 ml
- 1 чаша САЩ = 2 джила САЩ = 8 течни унции САЩ ≈ 236,588 ml
- 1 течна пинта САЩ (U.S. fl pt) = 2 чаши = 4 джила = 16 течни унции ≈ 473,176 ml
- 1 пета (1/5 галон САЩ) = 25,6 течни унции САЩ ≈ 757,082 ml
- 1 (течна) кварта САЩ (U.S. fl qt) = 2 течни пинти САЩ = 32 течни унции САЩ ≈ 0,946353 l
- 1 (течен) галон САЩ (U.S. gal) = 231 куб. инча = 4 течни кварти САЩ = 128 течни унции САЩ = 3,785411784 l

Докато британските (имперски) галон, кварта и пинта са по-големи от тези на САЩ, то течната унция на САЩ е по-голяма от британската. Разликата идва от съотношението между унция и пинта, което е 1:16 в САЩ и 1:20 при имперските мерки.
Някои от тези мерки са предефинирани в метрично измерение – напр. 1 (нова) чаша = 240 ml, а след 1973 г. 1 пета = 750 ml. Въпреки това една бутилка безалкохолна напитка е 8 fl. oz (236,588 ml), а не 250 ml, както европейците са свикнали.

#### Американски мерки за насипни материали
- 1 суха пинта САЩ (pt) ≈ 550,610 ml
- 1 (суха) кварта САЩ (qt) = 2 сухи пинти ≈ 1,101 l
- 1 (сух) галон (gal) = 4 (сухи) кварти = 268,8025 in3 = 4,4048428032 l
- 1 пек (pk) = 8 (сухи) кварти = 2 (сухи) галона ≈ 8,81 l
- 1 бушел (bu) = 2150,42 куб. инча = 4 пека ≈ 35,239 l

Трябва да се има предвид, че понастоящем бушелът се третира по-скоро като мярка за тегло, производна на стандартизирано обемно тегло, и е различна за различните видове селскостопански култури.

### Мерки в готварството
Някои мерки за обем, използвани в готварството, са:
- чаена лъжичка (ч.л.) = 5 ml (метрична), или 1/6 имперска унция (≈4,736 ml), или 1/6 течна унция САЩ (≈4,929 ml)
- супена лъжица (с.л.) = 3 ч.л.
  - В метричната система 1 с.л. = 15 ml
  - Във Великобритания и някои страни от Британската общност 1 с.л. = между 1/2 и 5/8 от имперска унция (≈14,21 ml – 17,76 ml)
  - В САЩ (преди метризацията) 1 с.л. = 1/2 течна унция САЩ (≈14,79 ml)
  - В Австралия 1 с.л. = 20 ml

Това са обемите, измервани с т.нар. „равни“ лъжици (за течности). Твърдите съставки (захар, брашно) допускат „препълнена“ лъжица, или „с връх“, което ефективно може да удвои обема.
- чаша (ч.) = 250 ml (метрична), или 8 имперски унции (≈227,3 ml), или 8 течни унции САЩ (≈236,6 ml)

### Морски мерки за обем
Във водния (морски, океански) транспорт се използват мерки за обема на товара или на изместваната вода при газене:
- бруторегистъртон (BRT/GRT) = 100 куб. фута (≈2,8317 m3)
В Митническата тарифа на РБ в Интернет (Агенция Митници[неработеща препратка], Параграф 22 Архив на оригинала от 2004-10-24 в Wayback Machine.) тази единица неправилно е посочена като 28 316 m3. Вероятно заблудата идва от обема на куб със страна 100 фута.

### Контейнерен превоз
Контейнерите (от англ. contain, „съдържам“) са стандартизирани опаковки за улесняване претоварването между водния, железопътния и пътния транспорт в международната търговия
- 20-футов контейнер
ISO контейнер с дължина 20 фута, широчина 8 фута и височина 8,5 фута, или в метрични измерения 6,10 × 2,44 × 2,59 m. Общият обем е ≈39 m3.
- 40-футов контейнер
двойно по-дълъг от 20-футовия контейнер, т.е. с дължина 40 фута, широчина 8 фута, височина 8,5 фута, и общ обем ≈78 m3.